# 奥田大二郎
奥田 大二郎（おくだ だいじろう、1989年4月23日 - ）は、東京都出身の元プロサッカー選手。ポジションは、ディフェンダー。

## 来歴
小学校6年時から東京ヴェルディ1969の下部組織に所属。高校卒業後のトップチーム昇格はかなわず、2009年に明治大学へ進学。3年時にはデンソーカップチャレンジサッカーの関東大学選抜Aに選出された。
2012年より、藤枝MYFCへ入団。
2015年、引退。

## 所属クラブ
- 霞FCジュニア
- 2001年 東京ヴェルディ1969ジュニア
- 2002年 - 2004年 東京ヴェルディ1969ジュニアユース
- 2005年 - 2007年 東京ヴェルディ1969ユース
- 2008年 - 2011年 明治大学
- 2012年 - 2015年 藤枝MYFC

## 個人成績
| 国内大会個人成績 | 国内大会個人成績 | 国内大会個人成績 | 国内大会個人成績 | 国内大会個人成績 | 国内大会個人成績 | 国内大会個人成績 | 国内大会個人成績 | 国内大会個人成績 | 国内大会個人成績 | 国内大会個人成績 | 国内大会個人成績 |
| 年度             | クラブ           | 背番号           | リーグ           | リーグ戦         | リーグ戦         | リーグ杯         | リーグ杯         | オープン杯       | オープン杯       | 期間通算         | 期間通算         |
| 年度             | クラブ           | 背番号           | リーグ           | 出場             | 得点             | 出場             | 得点             | 出場             | 得点             | 出場             | 得点             |
| 日本             | 日本             | 日本             | 日本             | リーグ戦         | リーグ戦         | リーグ杯         | リーグ杯         | 天皇杯           | 天皇杯           | 期間通算         | 期間通算         |
| ---------------- | ---------------- | ---------------- | ---------------- | ---------------- | ---------------- | ---------------- | ---------------- | ---------------- | ---------------- | ---------------- | ---------------- |
| 2009             | 明大             | 25               | -                | -                | -                | -                | -                | 1                | 0                | 1                | 0                |
| 2012             | 藤枝             | 30               | JFL              | 27               | 0                | -                | -                | -                | -                | 27               | 0                |
| 2013             | 藤枝             | 20               | JFL              | 31               | 0                | -                | -                | 2                | 0                | 33               | 0                |
| 2014             | 藤枝             | 6                | J3               | 16               | 0                | -                | -                | 0                | 0                | 16               | 0                |
| 2015             | 藤枝             | 6                | J3               | 7                | 0                | -                | -                | 0                | 0                | 7                | 0                |
| 通算             | 日本             | 日本             | J3               | 23               | 0                | -                | -                | 0                | 0                | 23               | 0                |
| 通算             | 日本             | 日本             | JFL              | 58               | 0                | -                | -                | 2                | 0                | 60               | 0                |
| 通算             | 日本             | 日本             | 他               | -                | -                | -                | -                | 1                | 0                | 1                | 0                |
| 総通算           | 総通算           | 総通算           | 総通算           | 81               | 0                | -                | -                | 3                | 0                | 84               | 0                |

その他の公式戦
- 2012年
  - 静岡県サッカー選手権大会 2試合0得点
- 2013年
  - 静岡県サッカー選手権大会 2試合0得点

- Jリーグ初出場 - 2014年3月9日 J3第1節 対FC町田ゼルビア（町田市立陸上競技場）

## タイトル

### クラブ
東京ヴェルディジュニアユース
- 高円宮杯全日本ユース(U-15)サッカー選手権大会 (2003年、2004年)
- 日本クラブユースサッカー選手権 (U-15)大会 (2004年)

東京ヴェルディユース
- 日本クラブユースサッカー選手権 (U-18)大会 (2005年)
- 高円宮杯全日本ユース(U-18)サッカー選手権大会 (2005年)

明治大学
- 全日本大学サッカー選手権大会 (2009年)
- 関東大学サッカーリーグ戦1部 (2010年)